# Dorothea Böttcher
Dorothea Böttcher (* 1977 in Berlin) ist eine ehemalige deutsche Schauspielerin.

## Leben
Dorothea Böttcher besuchte die Rudolf-Steiner-Schule in Berlin-Dahlem. Im Jahr 2002 schloss sie ihre Ausbildung zur Schauspielerin am Europäischen Theaterinstitut Berlin ab. In der Spielzeit 2004/2005 wirkte Dorothea Böttcher am Theater am Kurfürstendamm in der Rolle der Christine in Stefan Vögels Komödie Süßer die Glocken. Zwischen 1999 und 2006 trat sie in einigen deutschen Fernsehserien auf. 
Dorothea Böttcher ist die Tochter des 2021 verstorbenen Cellisten Wolfgang Boettcher und die Schwester der Schauspielerin Anna Böttcher. Sie ist als freie Journalistin tätig.

## Filmografie (Auswahl)
- 1999–2001: Herzschlag – Das Ärzteteam Nord (Fernsehserie, 29 Folgen)
- 2001: Crevetten (Kurzfilm)
- 2004: Hinter Gittern – Der Frauenknast (Fernsehserie, 1 Folge)
- 2006: Balko (Fernsehserie, 1 Folge)